# Ахмадиев, Фарит Вафиевич
Ахмадиев Фарит Вафиевич (11 марта 1968 года) — писатель, переводчик, журналист, ученый. Член Союза писателей Российской Федерации и Республики Башкортостан (2004), член Союза журналистов РФ и РБ (2001). Кандидат философских наук (2009), доцент Литературного института им. М. Горького (2017); Старший научный сотрудник отдела литературоведения ИИЯЛ УФИЦ РАН.

## Биография
Ахмадиев Фарит Вафиевич родился 11 марта 1968 года в городе Уфа Башкирской АССР. Имеет два высших образования: в 1995 году окончил Литературный институт им. М. Горького в Москве, в 2002 году — Академию государственной службы и управления при Президенте Республики Башкортостан.
Трудовую деятельность начал в 1995 году ответственным секретарем в журнале «Башҡортостан уҡытыусыһы» («Учитель Башкортостана»).
В 1998 году — главный специалист в Министерстве Печати и массовой информации Республики Башкортостан, помощник министра. 2000—2012 годы — главный редактор журнала «Ватандаш» («Соотечественник»). 2006—2010 годы — председатель Союза журналистов РБ,
2013—2017 годы — заместитель главного редактора Башкирского книжного издательства «Китап» им. З. Биишевой.
С 2022 года работает в ИИЯЛ УФИЦ РАН старшим научным сотрудником отдела литературоведения 

## Творчество
Фарит Ахмадиев известен как переводчик литературных произведений с башкирского языка на русский. В арсенале его переводов есть произведения таких авторов, как Гайса Хусаинов, Динис Буляков, Флюр Галимов, Вафа Ахмадиев, Мирас Идельбаев, Тимергали Кильмухаметов , Галим Хисамов.
Кроме этого, Ф. Ахмадиев автор рубаи, пьес и повестей. Автор двух монографий по журналистской этике и свободы слова, 30 научных печатных изданий. В 2015 году издан поэтический сборник «99 рубаи», который переведен на татарский и турецкий языки. Лауреат II Всероссийского литературного конкурса «Поэты Великой Победы» (2016). Высокое художественное мастерство приносит ему победу в Международном конкурсе «Золотое перо Руси — 2016». В 2016 году произведение Фарита Ахмадиева «Амазонки» вошло в сборник лучших современных пьес России.
В 2022 году в Национальном молодёжном театре Республики Башкортостан имени Мустая Карима прошла премьера спектакля по пьесе Фарита Ахмадиева "Звезда Героя".

## Труды
1. «Ҡайтыу». Новелла. // «Совет Башкортостаны». — 26 февраля 1989 г.
2. «Лола». Рассказ. // «Истоки» № 15, сентябрь 1991 г.
3. «Аждаһа». Кубаир. // «Йәшлек», 28 ноября 1991 г.
4. «Никах». Рассказ. // «Истоки» № 1, январь 1992 г.
5. «Тәржемә тураһында». Статья. // «Йәшлек», 25 февраля 1992 г.
6. Перевод с башкирского языка Г. Хусаинова «Кулямасы». // «Истоки» № 12(37) июнь 1993 г.
7. Перевод с башкирского языка Г. Хусаинова «Вопросы». // «Истоки» № 15(60) август 1993 г.
8. Перевод с башкирского языка Г. Хусаинова «Миниатюры». // «Истоки». — № 19(64) октябрь 1993 г.
9. Перевод с башкирского языка стихотворения Ахмадина Афтаха «Грех». // «Истоки». — № 18(112) сентябрь 1995 г.
10. Перевод с башкирского языка стихотворений Вафы Ахмадиева. // «Вечерняя Уфа». — 16 апреля 1996.
11. «Башкирско-английский разговорник».(на английском, башкирском и русском языках). — Уфа: «Башкортостан», 1992.
12. «Какого цвета этот мяч?» (самоучитель на башкирском, русском, английском языках). — Уфа: «Китап», 1996.
13. «Кто любит яблоко?» (самоучитель на башкирском, русском, английском языках). — Уфа: «Китап», 1999.
14. Перевод с башкирского языка произведения Г. Хусаинова «Мухамметсалим Уметбаев». // Литература и наука. — Уфа: «Гилем», 1998. — С. 23—172.
15. Перевод с башкирского языка произведения Р. Мифтахова «Почем талант?». — Уфа, «Вилы» № 4, 1996.
16. Вечные образы в романе Д. Юлтыя «Кровь». — Уфа: «Ватандаш-Соотечественник», № 3, 1998.
17. Перевод с башкирского языка произведения Дениса Булякова «Жизнь дается однажды». — Уфа: «Башкортостан», 1996. — 159 с.
18. Перевод с башкирского языка произведения Мираса Идельбаева «Сын Юлая Салават». — Уфа: «Китап», 2004. — 220 с.
19. Автор и составитель сборника статей «Журналы Башкортостана». — Уфа: «Информреклама», 2004. — 96 с.
20. Составитель сборника очерков «Человек дела». — Уфа: «Информреклама», 2003. — 96 с.
21. Составитель второго сборника очерков «Человек дела». — Уфа: «Информреклама». 2004. — 96 с.
22. Статья «Нравственные традиции башкирской журналистики» всборнике «Слово останется…». — Уфа: «Информреклама», 2007. — С. 6—12.
23. «Традиции нравственной культуры башкирской журналистики». Монография по соц. Философии. — Уфа: «Информреклама», 2009. — 72 с.
24. «Журнальная журналистика». Монография. — Уфа, «Мир печати», 2009. — 152 с.
25. Перевод с башкирского языка работы В. Ахмадиева «Проза». // История башкирской литературы. — Т. 1. — Уфа: «Китап», 2012. — С. 398—414.
26. Повесть «Стремление к свету» в сборнике «Ырғыҙ ҡыҙы». — Уфа, 2013. — С. 2—83.
27. Перевод с башкирского языка произведения Дениса Булякова «Жизнь дается однажды». — Уфа: «Китап», 2014. Электронное издание, 190 с.
28. «99 рубаи». / Стихотворный сборник. — Уфа: «Китап», 2015.
29. Ахмадиев Ф. Амазонки. Пьеса. // Сборник «Лучшие современные одноактные пьесы». — М.: Изд. Ниаландо, 2016. — С. 233—238.
30. Ахмадиев, Фарит Вафиевич. Баловень судьбы [Электронный ресурс] : [стихи, пьесы, повесть, киносценарии, переводы : 16+] : литературно-художественное электронное издание на компакт-диске / Фарит Ахмадиев. - Уфа : Китап, 2018. - 1 электрон. опт. диск (CD-ROM); 12 см.; ISBN 978-5-295-06834-8

## Научные работы
1. Ахмадиев Ф. В. О некоторых аспектах этической рефлекции в современном российском обществе // Вестник БашГУ. Научный журнал. № 2. — Уфа: РИО БашГУ, 2009. — С. 215—217.
2. Ахмадиев Ф. В. Главный редактор издания как « идеальный журналист» // Вестник ВГУ. Научный журнал. № 1. — Воронеж, 2009. — С. 119—124.
3. Ахмадиев Ф. В. Свобода слова и ответственность журналиста. — Уфа: БашГУ, 2011.
4. Ахмадиев Ф. В. Российская журналистики в период модернизации общества // Вестник ВЭГУ. — Уфа, 2011. № 3 (53). — С. 15—19.
5. Ахмадиев Ф. В. Свобода слова как социальная деятельность // Вестник ЧелГУ. — Челябинск: Изд. ЧелГУ, 2011. — С. 65—69.
6. Ахмадиев Ф. В. Феномен свободы слова в современных российских условиях // «Исторические, философские, политические и юридические науки, культурология и искусствоведение. Вопросы теории и практики». Научно-теоретический журнал. — Тамбов: Грамота, 2011. № 7 (13): в 3-х ч. — Ч. II. — С. 18—21.
7. Ахмадиев Ф. В. Воспитание нравственной культуры журналиста // Вестник ЧелГУ. — Челябинск, 2011.
8. Ахмадиев Ф. В. Проблемы свободы слова и ответственности журналистов в западной литературно-журналисткой социокультурной среде // Вестник МГОУ. Серия «Философские науки». — 2011. № 3. — С. 184—187.
9. Ахмадиев Ф. В. Проблемы свободы слова в русской общественно-философской мысли и литературно-журналистской социокультурной среде // Вестник ВЭГУ. Научный журнал. № 3. — Уфа, 2012. — С. 8—12.
10. Ахмадиев Ф. В. Свобода слова и проблемы информационной безопасности и личности // Вестник ЧелГУ. Челябинск, 2013. Вып. 31. — С. 33—38.
11. Ахмадиев Ф. В. Традиции нравственной культуры башкирской журналистики. — Уфа: «Информреклама», 2009. — С. 72.
12. Ахмадиев Ф. В. Журнальная журналистика. — Уфа: «Мир печати», 2009. — 152 с.
13. Ахмадиев Ф. В. Этические аспекты деятельности Совета главных редакторов республиканских журналов как механизм развития взаимодействия СМИ и функционирования профессиональной этики журналистов // Культурное наследие России: универсум религиозной философии / Материалы Всероссийской научно-практической конференции, посвященной 250-летию со дня рождения С. Юлаева. — Уфа: БИРО, 2004. — С. 203—205.
14. Ахмадиев Ф. В. Роль журналов Башкортостана в современной культуре // Журналы Башкортостана. Сборник статей. — Уфа: «Информреклама», 2004. — С. 3—5.
15. Ахмадиев Ф. В. Профессиональная этика руководителя редакции журнала // Ватандаш. 2005. № 3. — С. 165—184.
16. Ахмадиев Ф. В. Нравственные традиции башкирской журналистики // Слово останется… Посвящается 50-летию Союза журналистов Башкортостана. — Уфа: «Информреклама», 2007. — С. 6—12.
17. Ахмадиев Ф. В. Традиции башкирской журналистики как элемент профессиональной этики // Гуманистическое наследие просветителей в культуре и образовании / Материалы Международной научно-практической конференции. — Т. 3. — Уфа, 2008. — С. 14—18.
18. Ахмадиев Ф. В. Развитие этнокультурных нравственных традиций башкирской журналистики в XXI веке // Актуальные вопросы государственной национальной политики: теоретико-методологический, правовой и гуманитарный аспекты / Материалы Всероссийской научно-практической конференции. — Ч. 1. — Уфа: Издательство учебной литературы и учебно-методических пособий для студентов БАГСУ, 2008. — С. 202—207.
19. Ахмадиев Ф. В. Свобода слова и федерализм // Национально-государственные образования в истории и политической практике Российского федерализма / Материалы Всероссийской научно-практической конференции. — Уфа: Мир печати, 2009. — С. 339—342.
20. Ахмадиев Ф. В. Типология журналов Башкортостана // Ватандаш. 2009. № 8. — С. 108—110.
21. Farit Akhmadiev. The editor-in-chief as «an ideal journalist» // Ватандаш. 2009. № 10. — С. 178—182.
22. Ахмадиев Ф. В. Региональная специфика этических проблем в работах Д. Валеева и творчестве Д. Булякова // Проблемы востоковедения. 2009. № 1. — С. 39—42.
23. Ахмадиев Ф. В. Идеалы и ценности молодых журналистов // Сборник БГПУ. — Уфа, 2011.
24. Ахмадиев Ф. В. Проблемы подготовки журналистов в условиях актуализации вопроса свободы слова и профессиональной ответственности // СМИ в современном мире. Петербургские чтения. Сборник СГПУ. — Стерлитамак, 2011.
25. Ахмадиев Ф. В. Свобода слова и проблемы информационной безопасности общества и личности // Ватандаш. 2011. № 1. — С. 58—71.
26. Ахмадиев Ф. В. Профессиональная мораль журналиста в контексте свободы слова // Ватандаш. 2011. № 2. — С. 88—107.
27. Ахмадиев Ф. В. Свобода слова как необходимое условие творческого развития современного журналиста // Ватандаш. 2001. № 3. — С. 87—105.
28. Ахмадиев Ф. В. Философское осмысление проблемы свободы слова на Западе // Ватандаш. 2011. № 4. — С. 158—173.
29. Ахмадиев Ф. В. Философские парадигмы осмысления проблемы свободы слова в России // Ватандаш. 2011. № 5. — С. 69—82.
30. Ахмадиев Ф. В. Сущность и специфика свободы слова как социального феномена // Ватандаш. 2011. № 6. — С. 102—113.
31. Ахмадиев Ф. В. Воспитание «идеального журналиста» // Духовный мир молодежи в контексте устойчивого развития. Сборник научных статей. — Уфа: РИО РУНМЦ МО РБ, 2011. — С. 120—126.
32. Ахмадиев Ф. В. Проблемы свободы слова в западной общественно-философской мысли // II Международная заочная научно-практическая конференция «Социально-гуманитарные и юридические науки: современные тренды в изменяющемся мире»: сборник материалов конференции (6 июня 2011 г.). — Краснодар, 2011. — С. 220—225.
33. Ахмадиев Ф. В. Работа редакции журнала // Ватандаш. 2012. № 3. — С. 109—116.
34. Ахмадиев Ф. В. Работа главного редактора // Ватандаш. 2012. № 4. — С. 102—114.
35. Ахмадиев Ф. В. Вопросы свободы и морали в трудах философов, литераторов и журналистов Башкортостана. Уфа, Конференция БашГУ. 2015 г.